# 圣劳伦斯堂 (纽伦堡)

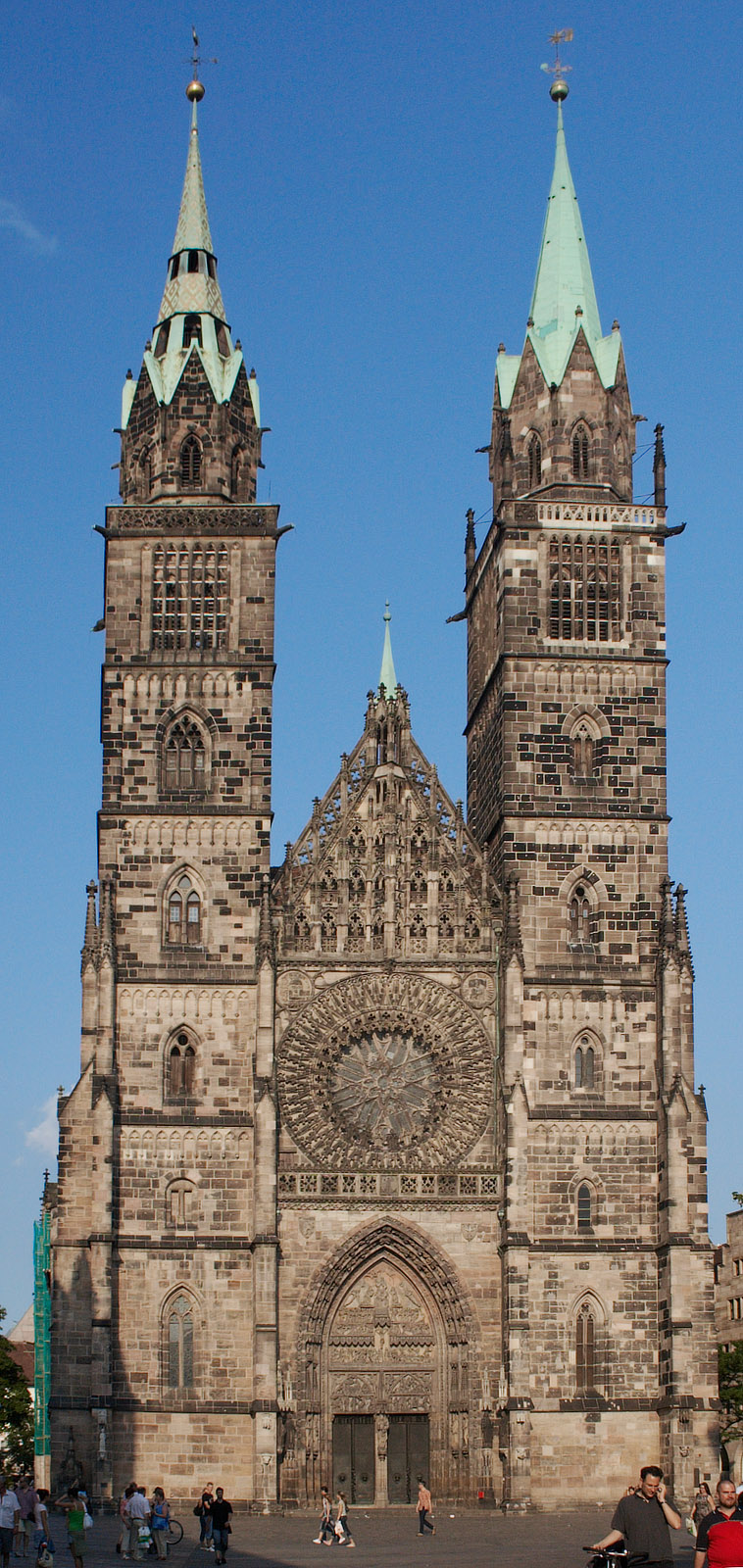
圣劳伦斯堂

圣劳伦斯堂（St. Lorenz）是德国纽伦堡的一座中世纪哥特式教堂，建于13-14世纪，纪念羅馬的聖老楞佐，自宗教改革以来一直是巴伐利亚最大的路德会教堂之一。
此堂位于纽伦堡老城内，佩格尼茨河以南，面临主要街道国王街，在第二次世界大战期间严重受损，战后修复。 
该堂拥有三台管风琴。

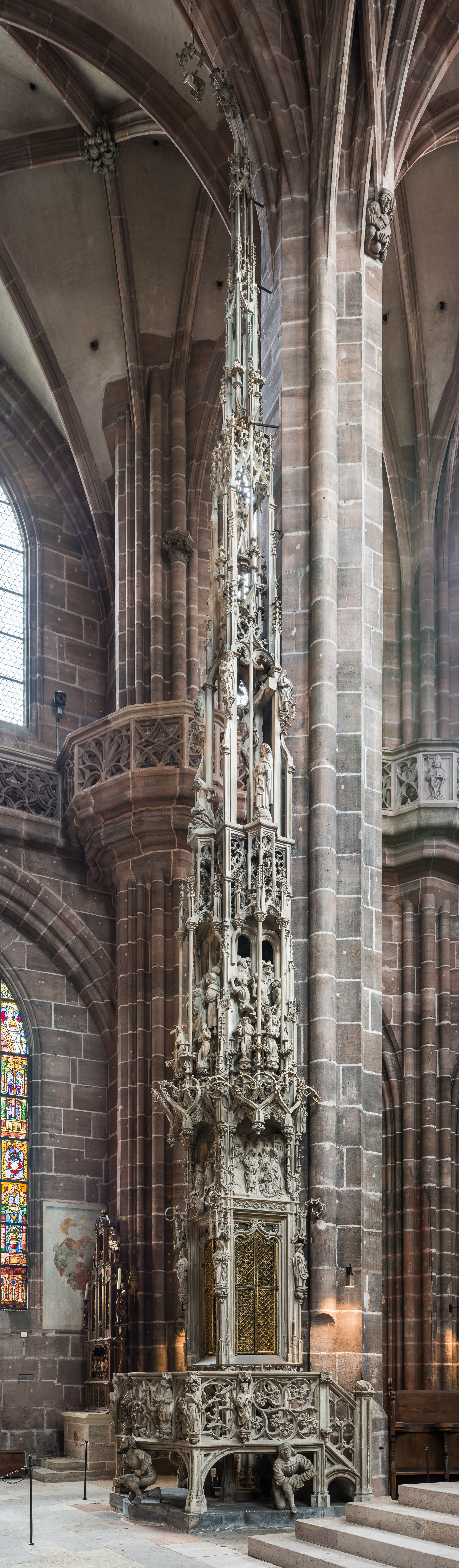

2022年4月8日，巴伐利亚圣经博物馆（Bibel Museum Bayern）在圣劳伦斯堂开幕 。永久展览包括五个部分：分别是魅力、发展、出现、体验和问题。“挖掘”部分展示了在挖掘过程中的考古发现，在原处展出，使人们对中世纪教会生活获得有趣味的了解 。
49°27′04″N 11°04′41″E / 49.451°N 11.0780555556°E